# Leśna (gemeente)
De gemeente Leśna is een stad- en landgemeente in het Poolse woiwodschap Neder-Silezië, in powiat Lubański.
De zetel van de gemeente is in Leśna.
Op 30 juni 2004 telde de gemeente 10 779 inwoners.

## Oppervlakte gegevens
In 2002 bedroeg de totale oppervlakte van gemeente Leśna 104,5 km², waarvan:
- agrarisch gebied: 65%
- bossen: 24%

De gemeente beslaat 24,41% van de totale oppervlakte van de powiat.

## Demografie
Stand op 30 juni 2004:
| Omschrijving                   | Totaal | Totaal | Vrouwen | Vrouwen | Mannen | Mannen |
| ------------------------------ | ------ | ------ | ------- | ------- | ------ | ------ |
| eenheid                        | aantal | %      | aantal  | %       | aantal | %      |
| inwoners                       | 10 779 | 100    | 5496    | 51      | 5283   | 49     |
| bevolkingsdichtheid (inw./km²) | 103,1  | 103,1  | 52,6    | 52,6    | 50,6   | 50,6   |

In 2002 bedroeg het gemiddelde inkomen per inwoner 1219,8 zł.

## Administratieve plaatsen (sołectwo)
Bartoszówka, Grabiszyce (obejmuje Grabiszyce Dolne, Grabiszyce Górne en Grabiszyce Średnie), Kościelniki Górne, Kościelniki Średnie, Miłoszów, Pobiedna, Smolnik, Stankowice, Szyszkowa, Świecie, Wolimierz, Zacisze, Złotniki Lubańskie, Złoty Potok.
Zonder de status sołectwo : Kościelniki Górne-Janówka, Smolnik-Jurków, Stankowice-Sucha.

## Aangrenzende gemeenten
Gryfów Śląski, Lubań, Mirsk, Olszyna, Platerówka, Świeradów-Zdrój. De gemeente grenst aan Tsjechië.